# Patricia Bosshard
Pour les articles homonymes, voir Bosshard.
Patricia Bosshard, née le 12 septembre 1965 à Orbe, est une musicienne, violoniste et compositrice vaudoise.

## Biographie
Patricia Bosshard se rend à Montréal à l'âge de vingt ans pour y suivre des études de violon classique. En 1991, elle obtient une licence de rythmique à l'Institut Jacques-Dalcroze, puis elle étudie quatre années à l'EJMA (Ecole de jazz et musiques actuelles) à Lausanne et à l’institut Jaques-Dalcroze de Genève où elle suit des cours de composition et d'électroacoustique avec Rainer Boesch. Elle se perfectionne en violon avec Claire Bernard à Lyon.
Patricia Bosshard fonde le trio de jazz Patopolnic avec le contrebassiste Popol Lavanchy et le batteur Nicolas Meyer (CD en 1996) ainsi que le duo Despina avec le violoncelliste Pascal Desarzens. Entre 2004 et 2006, Patricia Bosshard a travaillé avec le guitariste Wally Veronesi et le chanteur Thierry Romanens. Bien que le trio se présente sous le patronyme de son chanteur, c'est un véritable travail d'équipe qui a conduit à la création de deux albums : Les saisons du paradis en 2004, et Le doigt en 2006. Ses explorations musicales ne s'arrêtent pas là, puisqu'à la suite d'une commande de composition de Pro Helvetia en 2003, elle sort LOUNGE. Créé en premier lieu pour le jazz festival de Berne, ce projet musical a été recomposé et remixé pour en faire un CD-DVD en 5.1 paru en 2007. Plus inventif encore, IRM, réalisé avec Simon Grab, utilise les sons d'une cabine de résonance magnétique pour en recréer l'ambiance. D'abord récompensé lors du concours "un cinéma pour l'oreille" au LUFF (Lausanne underground film and music festival) en 2009, IRM sort en vinyle et en CD à l'automne 2010 sur le label Everestrecords, nommé meilleur album expérimental au Qwartz de Paris en 2011.
En 2009, avec le vidéaste Nicolas Wintsch elle crée la Cie Dynamo qui produit des performances, installations et spectacles multidisciplinaires, incluant le son, la mise en espace et l'image. En 2009, la violoniste voltige devant une façade au Mapping Festival de Genève. En 2010 ils créent "HoldUp", spectacle audiovisuel où la violoniste, munie de capteurs, influence le son et l'image de par ses mouvements de voltigeuse. Lors du festival de la Cité de Lausanne, ils créent "Cath remix" spectacle dans lequel la Cathédrale est remixée: les cloches sont jouées en direct et leur son transformé, l'orgue a été samplé, la réverbération de la cathédrale est rediffusée à l'extérieur et des images de l'intérieur sont projetées sur sa façade. En 2016 "Fenêtres sur l'extérieur": la violoniste voltige parmi des images du Vallon de Lausanne projetées sur la façade du Théâtre 2.21.
Son travail actuel repose toujours sur l’improvisation, la composition, l’image et la mise en espace du son, l’acoustique et l’électronique. Patricia Bosshard vit à Lausanne, où elle a notamment créé les jingles du nouveau métro (M2).

## Œuvres
- Sillons  pour l'ONCEIM (Orchestre de nouvelles créations, expérimentations et improvisations musicales) Les Rendez-Vous contemporains de St-Merri, Paris, 2018

- Reflets  pour orchestre (7 violons, 3 altos, 2 violoncelles, 2 contrebasses, 1 guitare basse, 1 accordéon, 1 flûte, 1 clarinette, 1 tuba, 2 percussions ) Avec Philippe Krütli et l'Orchestre du Grand Eustache, Lausanne église St-François, 2018

- Hauts-Plateaux  pour orchestre (20 instrumentistes: cordes-vents-percussions) Avec Philippe Krütli et l'Orchestre du Grand Eustache, Lausanne église St-François, 2018
- Fourmilière  pour orchestre (20 instrumentistes: cordes-vents-percussions) Avec Philippe Krütli et l'Orchestre du Grand Eustache, Lausanne église St-François, 2018
- Mélopée du soir  pour orchestre (20 instrumentistes: cordes-vents-percussions) Avec Philippe Krütli et l'Orchestre du Grand Eustache, Lausanne église St-François, 2018
- Reflets  pour ensemble à cordes, pour CoÔ (cordes de l'ONCEIM), Les Rendez-Vous contemporains de St-Merri, Paris, 2018
- Cigales au vent  pour ensemble à cordes, pour CoÔ (cordes de l'ONCEIM), le 102 à Grenoble, 2018
- Nocturne en forêt  pour ensemble à cordes, pour CoÔ (cordes de l'ONCEIM), le 102 à Grenoble, 2018
- Echos pour contrebasse solo, pour Félicie Bazelaire, Paris, 2017
- Paysages sonores pour octuor acoustique et bande, pour l'ensemble CH.AU, Vevey, 2014
- Temps suspendu pour quintette à cordes et percussions, Lausanne, 2011
- 1MN pour violon et dispositif de haut-parleurs, Vevey, 2006

## Sources
- « Patricia Bosshard », sur la base de données des personnalités vaudoises sur la plateforme « Patrinum » de la Bibliothèque cantonale et universitaire de Lausanne.
- sites mentionnés
- portrait 24 Heures 2002/03/30-31, p. 16